# Michel Cartier (sinologue)
Pour les articles homonymes, voir Cartier et Michel Cartier.
Michel Cartier, né le 11 mars 1934 à Sedan et mort le 11 février 2019 à Paris, est un universitaire français spécialiste de la Chine et du Japon, directeur d’études à l’École des hautes études en sciences sociales (EHESS).

## Biographie
Michel Cartier a fait des études de chinois à l'École nationale des langues orientales vivantes. Il fut l’un des trois premiers Français boursiers à étudier en Chine en 1958. Il soutint sa thèse de doctorat ès lettres en 1968.

## Publications
- La Chine et l'Occident. Cinq siècles d'histoire, éditions Odile Jacob[4]
- Une réforme locale en Chine au XVIe siècle : Hai Rui Chun'an 1558-1562[5]
- L'homme et l'animal dans l'agriculture chinoise ancienne et moderne[6]